# Snowboard a 2014. évi téli olimpiai játékokon
A 2014. évi téli olimpiai játékokon a snowboard versenyszámait a Rosa Hutor alpesi síközpontban rendezték február 8. és 22. között.
A férfiaknak és a nőknek egyaránt 5–5 versenyszámban osztottak érmeket. Új versenyszámként a parallel slalom és a slopestyle verseny került a programba.

## Naptár
Az időpontok moszkvai idő szerint (UTC+4), zárójelben magyar idő szerint (UTC+1) olvashatóak. Az egyéni versenyek mindegyike döntő. A döntők kiemelt háttérrel vannak jelölve.
| Dátum       | Helyi idő   | Magyar idő  | Versenyszám                                          |
| ----------- | ----------- | ----------- | ---------------------------------------------------- |
| február 6.  | 10:00–16:40 | 07:00–13:40 | férfi és női slopestyle, selejtező                   |
| február 8.  | 09:30–11:10 | 06:30–08:10 | férfi slopestyle, elődöntő                           |
| február 8.  | 12:45–13:55 | 09:45–10:55 | férfi slopestyle, döntő                              |
| február 9.  | 10:30–11:40 | 07:30–08:40 | női slopestyle, elődöntő                             |
| február 9.  | 13:15–14:25 | 10:15–11:25 | női slopestyle, döntő                                |
| február 11. | 14:00–17:05 | 11:00–14:05 | férfi halfpipe, selejtező                            |
| február 11. | 19:00–20:00 | 16:00–17:00 | férfi halfpipe, elődöntő                             |
| február 11. | 21:30–22:35 | 18:30–19:35 | férfi halfpipe, döntő                                |
| február 12. | 14:00–17:05 | 11:00–14:05 | női halfpipe, selejtező                              |
| február 12. | 19:00–20:00 | 16:00–17:00 | női halfpipe, elődöntő                               |
| február 12. | 21:30–22:35 | 18:30–19:35 | női halfpipe, döntő                                  |
| február 16. | 11:00–12:10 | 08:00–09:10 | női snowboard cross, selejtező                       |
| február 16. | 13:15–14:05 | 10:15–11:05 | női snowboard cross, kieséses szakasz                |
| február 17. | 11:00–12:30 | 08:00–09:30 | férfi snowboard cross, selejtező                     |
| február 17. | 13:30–14:30 | 10:30–11:30 | férfi snowboard cross, kieséses szakasz              |
| február 19. | 09:15–11:00 | 06:15–08:00 | férfi és női parallel giant slalom, selejtező        |
| február 19. | 13:00–15:05 | 10:00–12:05 | férfi és női parallel giant slalom, kieséses szakasz |
| február 22. | 09:15–11:00 | 06:15–08:00 | férfi és női parallel slalom, selejtező              |
| február 22. | 13:15–15:20 | 10:15–12:20 | férfi és női parallel slalom, kieséses szakasz       |

## Éremtáblázat
(Az egyes számoszlopok legmagasabb értéke, vagy értékei vastagítással kiemelve.)
| A 2014. évi téli olimpiai játékok éremtáblázata snowboardban | A 2014. évi téli olimpiai játékok éremtáblázata snowboardban | A 2014. évi téli olimpiai játékok éremtáblázata snowboardban | A 2014. évi téli olimpiai játékok éremtáblázata snowboardban | A 2014. évi téli olimpiai játékok éremtáblázata snowboardban | Olimpia  |
| ------------------------------------------------------------ | ------------------------------------------------------------ | ------------------------------------------------------------ | ------------------------------------------------------------ | ------------------------------------------------------------ | -------- |
|                                                              | Ország                                                       | Arany                                                        | Ezüst                                                        | Bronz                                                        | Összesen |
| 1.                                                           | Egyesült Államok (USA)                                       | 3                                                            | 0                                                            | 2                                                            | 5        |
| 2.                                                           | Oroszország (RUS)                                            | 2                                                            | 1                                                            | 1                                                            | 4        |
| 3.                                                           | Svájc (SUI)                                                  | 2                                                            | 1                                                            | 0                                                            | 3        |
| 4.                                                           | Ausztria (AUT)                                               | 1                                                            | 0                                                            | 1                                                            | 2        |
| 4.                                                           | Franciaország (FRA)                                          | 1                                                            | 0                                                            | 1                                                            | 2        |
| 6.                                                           | Csehország (CZE)                                             | 1                                                            | 0                                                            | 0                                                            | 1        |
|                                                              |                                                              |                                                              |                                                              |                                                              |          |
| 7.                                                           | Japán (JPN)                                                  | 0                                                            | 2                                                            | 1                                                            | 3        |
| 8.                                                           | Kanada (CAN)                                                 | 0                                                            | 1                                                            | 1                                                            | 2        |
| 8.                                                           | Németország (GER)                                            | 0                                                            | 1                                                            | 1                                                            | 2        |
| 8.                                                           | Szlovénia (SLO)                                              | 0                                                            | 1                                                            | 1                                                            | 2        |
| 11.                                                          | Ausztrália (AUS)                                             | 0                                                            | 1                                                            | 0                                                            | 1        |
| 11.                                                          | Finnország (FIN)                                             | 0                                                            | 1                                                            | 0                                                            | 1        |
| 11.                                                          | Norvégia (NOR)                                               | 0                                                            | 1                                                            | 0                                                            | 1        |
|                                                              |                                                              |                                                              |                                                              |                                                              |          |
| 14.                                                          | Nagy-Britannia (GBR)                                         | 0                                                            | 0                                                            | 1                                                            | 1        |
|                                                              |                                                              |                                                              |                                                              |                                                              |          |
| Összesen                                                     | Összesen                                                     | 10                                                           | 10                                                           | 10                                                           | 30       |

## Érmesek

### Férfi
| A 2014. évi téli olimpiai játékok érmesei férfi snowboardban |                                          |                                       |                                       |                                       |                                       |                                       |
| Versenyszám                                                  | Arany                                    | Arany                                 | Ezüst                                 | Ezüst                                 | Bronz                                 | Bronz                                 |
| Paralel slalom                                               | Vic Wild · Oroszország (RUS)             | Vic Wild · Oroszország (RUS)          | Žan Košir · Szlovénia (SLO)           | Žan Košir · Szlovénia (SLO)           | Benjamin Karl · Ausztria (AUT)        | Benjamin Karl · Ausztria (AUT)        |
| Paralel giant slalom                                         | Vic Wild · Oroszország (RUS)             | Vic Wild · Oroszország (RUS)          | Nevin Galmarini · Svájc (SUI)         | Nevin Galmarini · Svájc (SUI)         | Žan Košir · Szlovénia (SLO)           | Žan Košir · Szlovénia (SLO)           |
| Halfpipe                                                     | Iouri Podladtchikov · Svájc (SUI)        | 94,75                                 | Hirano Ajumu · Japán (JPN)            | 93,50                                 | Hiraoka Taku · Japán (JPN)            | 92,25                                 |
| Slopestyle                                                   | Sage Kotsenburg · Egyesült Államok (USA) | 93,50                                 | Ståle Sandbech · Norvégia (NOR)       | 91,75                                 | Mark McMorris · Kanada (CAN)          | 88,75                                 |
| Snowboard cross                                              | Pierre Vaultier · Franciaország (FRA)    | Pierre Vaultier · Franciaország (FRA) | Nyikolaj Oljunyin · Oroszország (RUS) | Nyikolaj Oljunyin · Oroszország (RUS) | Alex Deibold · Egyesült Államok (USA) | Alex Deibold · Egyesült Államok (USA) |

### Női
| A 2014. évi téli olimpiai játékok érmesei női snowboardban |                                             |                                  |                                   |                                   |                                       |                                       |
| Versenyszám                                                | Arany                                       | Arany                            | Ezüst                             | Ezüst                             | Bronz                                 | Bronz                                 |
| Paralel slalom                                             | Julia Dujmovits · Ausztria (AUT)            | Julia Dujmovits · Ausztria (AUT) | Anke Karstens · Németország (GER) | Anke Karstens · Németország (GER) | Amelie Kober · Németország (GER)      | Amelie Kober · Németország (GER)      |
| Paralel giant slalom                                       | Patrizia Kummer · Svájc (SUI)               | Patrizia Kummer · Svájc (SUI)    | Tomoka Takeuchi · Japán (JPN)     | Tomoka Takeuchi · Japán (JPN)     | Aljona Zavarzina · Oroszország (RUS)  | Aljona Zavarzina · Oroszország (RUS)  |
| Halfpipe                                                   | Kaitlyn Farrington · Egyesült Államok (USA) | 91,75                            | Torah Bright · Ausztrália (AUS)   | 91,50                             | Kelly Clark · Egyesült Államok (USA)  | 90,75                                 |
| Slopestyle                                                 | Jamie Anderson · Egyesült Államok (USA)     | 95,25                            | Enni Rukajärvi · Finnország (FIN) | 92,50                             | Jenny Jones · Nagy-Britannia (GBR)    | 87,25                                 |
| Snowboard cross                                            | Eva Samková · Csehország (CZE)              | Eva Samková · Csehország (CZE)   | Dominique Maltais · Kanada (CAN)  | Dominique Maltais · Kanada (CAN)  | Chloé Trespeuch · Franciaország (FRA) | Chloé Trespeuch · Franciaország (FRA) |